# Lostallo
Lostallo est une commune suisse du canton des Grisons, située dans la région de Moesa.

Vue aérienne (1953)